# Anni 1760
Gli anni 1760 sono il decennio che comprende gli anni dal 1760 al 1769 inclusi.

## Eventi, invenzioni e scoperte
- Secondo la cronologia di Walt W. Rostow, in Inghilterra avviene (1760 – 1780) il take off della Rivoluzione industriale.
- Trattato di Parigi. Termina la Guerra dei sette anni.
- In base al Trattato di Versailles (1768), la Repubblica di Genova cede alla Francia il possesso della Corsica.
- Nord America Britannico: Guerra del regolamento